# Pierre Sidos
Pierre Sidos (6 de gener de 1927 – 4 de setembre de 2020) fou un polític d'ultradreta francesa nacionalista, neo-Pétainista, i activista antisemític. Es considera una de les figures més destacades del nacionalisme francès de la segona meitat del segle xx. Sidos era el fundador i cap de Jeune Nation (1949–1958) i de l'organització nacionalista L'Œuvre Française (1968–2013).
Sidos va ser condemnat en 1946 per unir-se al francisme als 16 anys durant la Segona Guerra Mundial i l'ocupació Nazi de França. Després de passar dos anys d'internament a Natzweiler-Struthof, va fundar el 1949 Jeune Nation, una de les organitzacions que promovien el neofeixisme a la França de postguerra. Famós per la seva violència insurreccional durant la guerra d'Algèria, l'organització va ser dissolta per decret oficial el 1958.
Condemnat un segon cop el 1963 per reactivar una organització il·legalitzada i per comprometre la seguretat de l'Estat, Sidos va fundar el moviment Occident l'any següent, però aviat va trencar amb el grup. Finalment va crear un altre moviment d'ultra dreta ell1968, L'Œuvre Française, que va dirigir fins al 2012. El moviment va ser prohibit un any més tard, convertint-lo en la quarta associació fundada per Sidos en ser dissolta per les autoritats franceses.